# Вишневе (Бурабайський район)
Вишне́ве (каз. Вишнёвое) — село у складі Бурабайського району Акмолинської області Казахстану. Входить до складу Катаркольського сільського округу.
Населення — 56 осіб (2021; 51 у 2009, 97 у 1999, 125 у 1989).
Національний склад станом на 1989 рік:
- росіяни — 61 %.